# Jillian Loyden
Jill Loyden (Vineland, New Jersey 25 juni 1985) is een Amerikaans voormalig voetbalster die dienstdeed als keeper. Ze kwam van 2010 tot en met 2014 tien keer uit voor het Amerikaans voetbalelftal.

## Clubcarrière
| Jaar        | Club                                  |
| ----------- | ------------------------------------- |
| 2007 - 2008 | Jersey Sky Blue                       |
| 2009        | Saint Louis Athletica                 |
| 2009        | → Central Coast Mariners (Uitgeleend) |
| 2010        | Chicago Red Stars                     |
| 2011        | magicJack                             |
| 2013-2014   | Sky Blue FC                           |

## Trivia
- Loyden zat op de Vineland High School.
- In het begin van het Amerikaans voetbalseizoen (WPS) was ze een veldspeler.